# 头饰

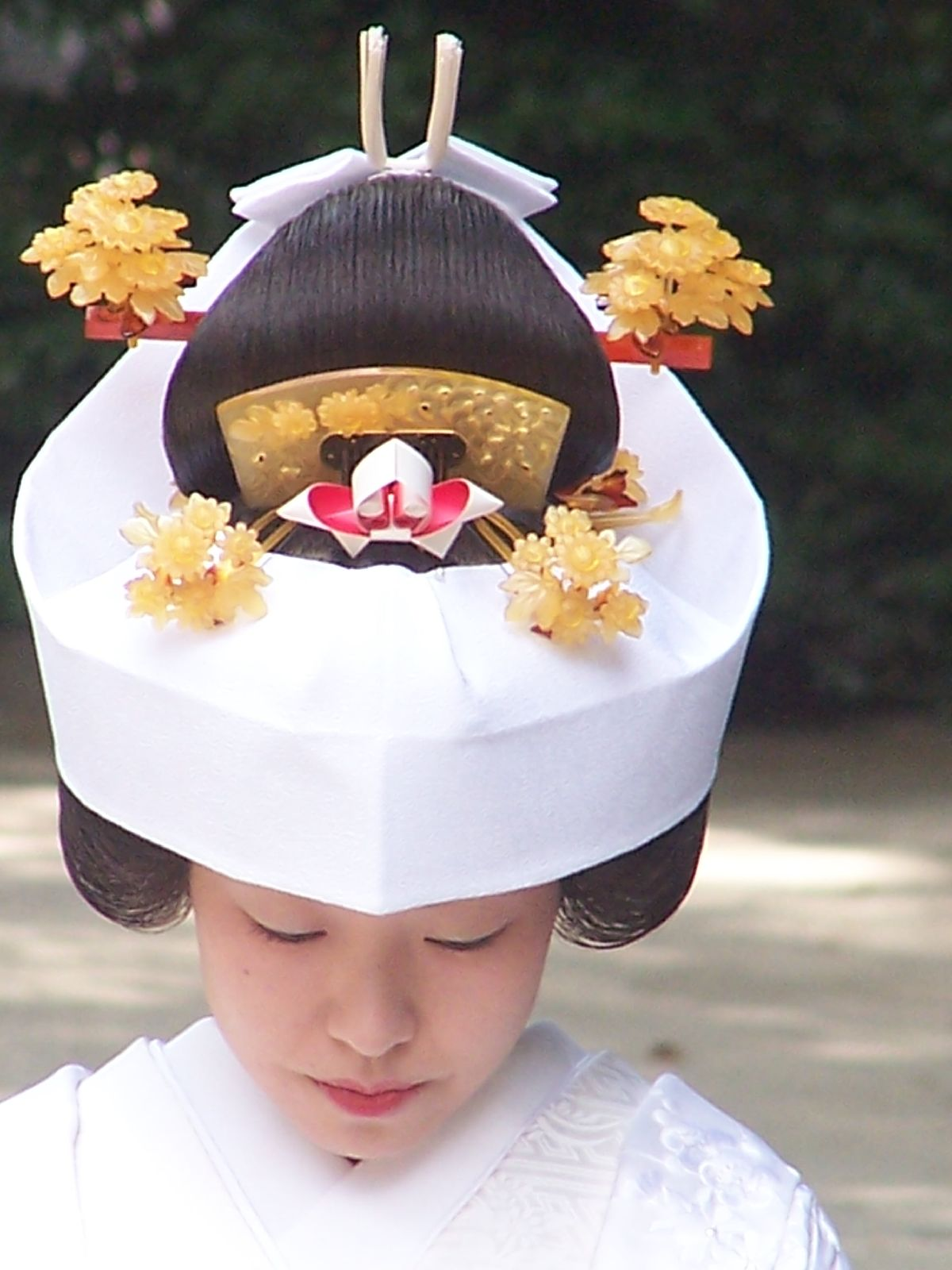
日本传统新娘头饰

头饰或称头面，狭义的指是是于装饰头发的发饰。更宽泛的包括帽子、头巾等饰物。
常见的发饰有髮夾、髮箍、发带。各国传统发型，尤其是女性发型，在塑造时使用的发饰较为繁富。中国古代女性发型发展至明清时期，甚至出现了以为她人插戴头饰为职业的人——插戴婆。